# Сборная Великобритании по биатлону

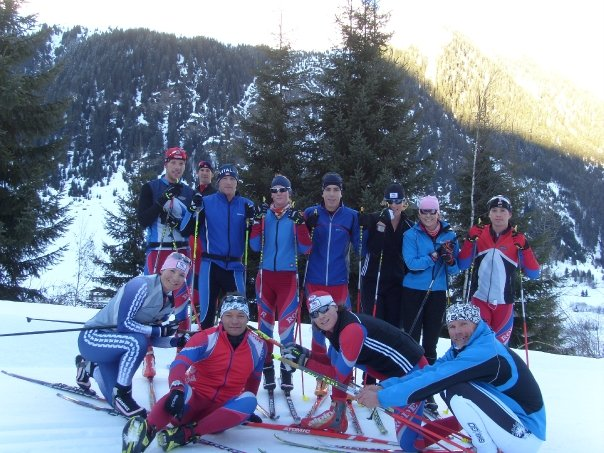
Команда на этапе Кубка IBU в Риднау в 2009 году

Сборная Великобритании по биатлону — национальная спортивная команда, представляющая Великобританию на различных соревнованиях по биатлону. Наибольшего успеха спортивная команда добивается на Кубке IBU.
Биатлонная сборная находится в ведении Британского Биатлонного союза (British Biathlon Union), образованного в 1996 году. Большинство атлетов страны является служащими вооружённых сил. Национальный чемпионат страны проходит обычно в январе в Рупольдинге, Германия. Здесь же в основном тренируется национальная команда, которую много лет возглавляет Вальтер Пихлер. У команды также есть также тренировочная база в Glenmore Lodge, Шотландия. На чемпионате мира 2017 года Великобританию представляли два атлета: Скотт Диксон и Аманда Лайтфут.